# Cho Ho-sung
Cho Ho-sung (* 15. Juni 1974 in Gyeonggi-do, Südkorea) ist ein ehemaliger südkoreanischer Bahn- und Straßenradrennfahrer.

## Sportliche Laufbahn
Cho gewann bei den Asienspielen 1998 in Bangkok die Goldmedaille in der Mannschaftsverfolgung und Silber im Punktefahren. Bei den UCI-Bahn-Weltmeisterschaften 1999 in Berlin holte er sich mit dem dritten Platz die Bronzemedaille im Punktefahren. In der Saison 2002 gewann er auf der Straße eine Etappe bei der Tour of Qinghai Lake. Bei den Asienspielen in Busan gewann er jeweils die Goldmedaille im Punktefahren und im Zweier-Mannschaftsfahren (Madison) gemeinsam mit Suh Seok-kyu. 2005 wurde er Asienmeister im Keirin. Ab 2009 fuhr Cho Ho-sung für das südkoreanische Continental Team Seoul Cycling.
Dreimal – 1996, 2000 und  2012 – startete Cho Ho-sung bei Olympischen Spielen. 1996 in Atlanta wurde er Achter und 2000 in Sydney Elfter im Punktefahren. 2012 in London belegte er Platz elf im Omnium.
Bis 2013 gewann Cho bei Asienspiele und Asienmeisterschaften insgesamt zwölf Goldmedaillen auf der Bahn sowie zwei Silbermedaillen.

## Erfolge – Bahn
1998
- Asienspiele – Mannschaftsverfolgung (mit Ji Sung-hwan, Kim Bong-min und Ryu Jae-eun)
- Asienspiele – Punktefahren

2002
- Asienspiele – Punktefahren, Madison (mit Suh Seok-kyu)

2005
- Asienmeister – Keirin

2010
- Asienmeister – Punktefahren, Omnium, Mannschaftsverfolgung (mit Hwang In-hyeok, Jang Sun-jae und Park Seon-ho)
- Asienspiele 2010 – Mannschaftsverfolgung (mit Hwang In-hyeok, Jang Sun-jae und Park Seon-ho)

2011
- Asienmeister – Omnium

2013
- Asienmeister – Punktefahren, Scratch

2014
- Asienmeister – Scratch
- Asienspiele – Omnium

## Erfolge – Straße
2002
- eine Etappe Tour of Qinghai Lake

2009
- Tour de Seoul

2011
- drei Etappen Tour of Thailand

2013
- zwei Etappen Tour of Thailand
- eine Etappe Tour de Korea

## Teams
- 2009 Seoul Cycling
- 2010 Seoul Cycling
- 2011 Seoul Cycling Team
- 2012 Seoul Cycling Team (bis 31. Juli)[1]
- 2013 Seoul Cycling Team
- 2014 Seoul Cycling Team (bis 1. Juli)